# Castillo Nantouillet
El Castillo Nantouillet (Château de Nantouillet) es un castillo renacentista del siglo XVI en ruinas en Nantouillet, en el Seine-et-Marne département de la región Île-de-France del norte- centro de Francia. Fue construido en el sitio de una fortaleza anterior por el cardenal y político francés Antoine Duprat, que murió allí el 15 de julio de 1535. Fue clasificado como  monumento histórico  en 1862.

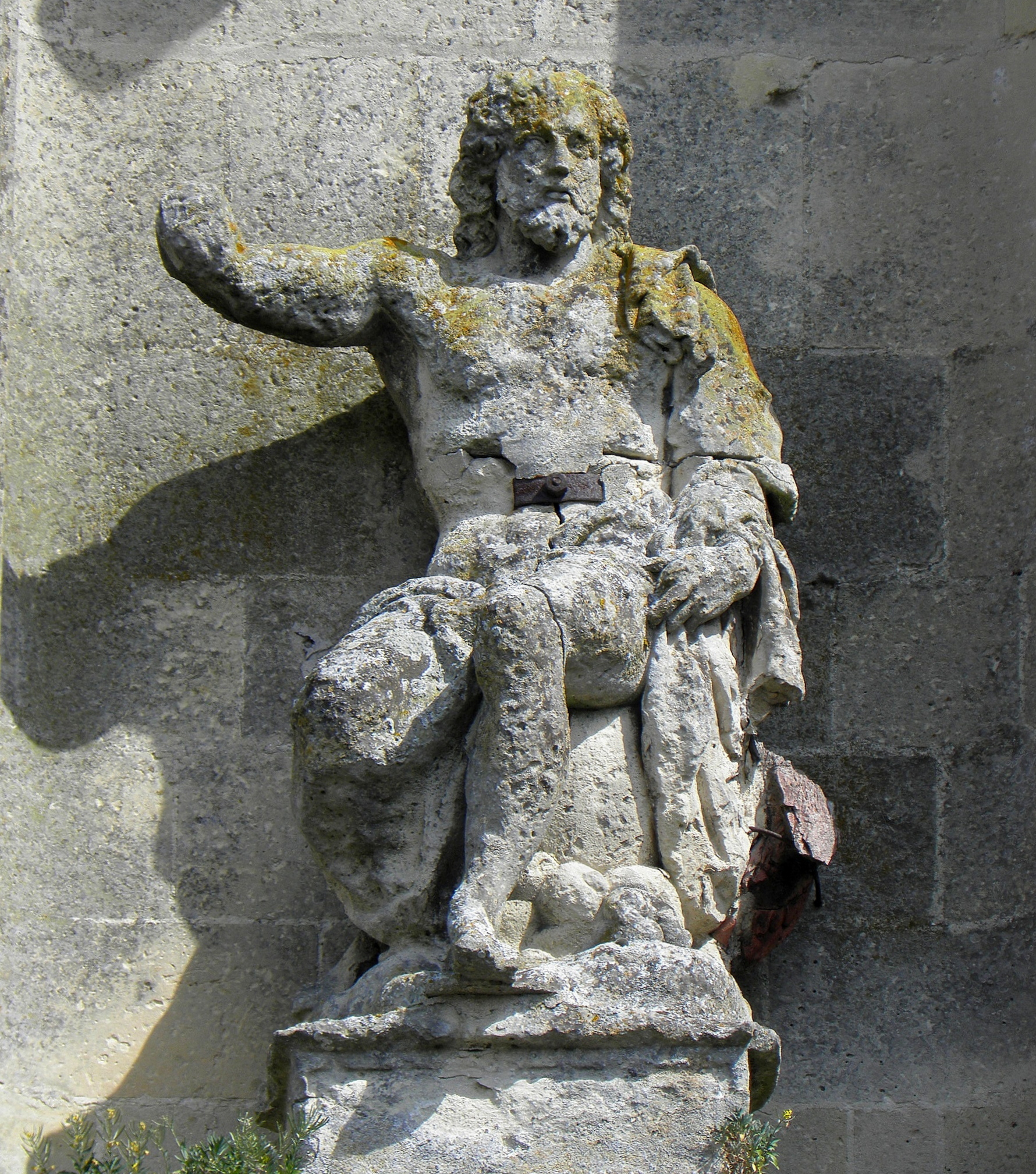
Estatua de Júpiter, estado actual.
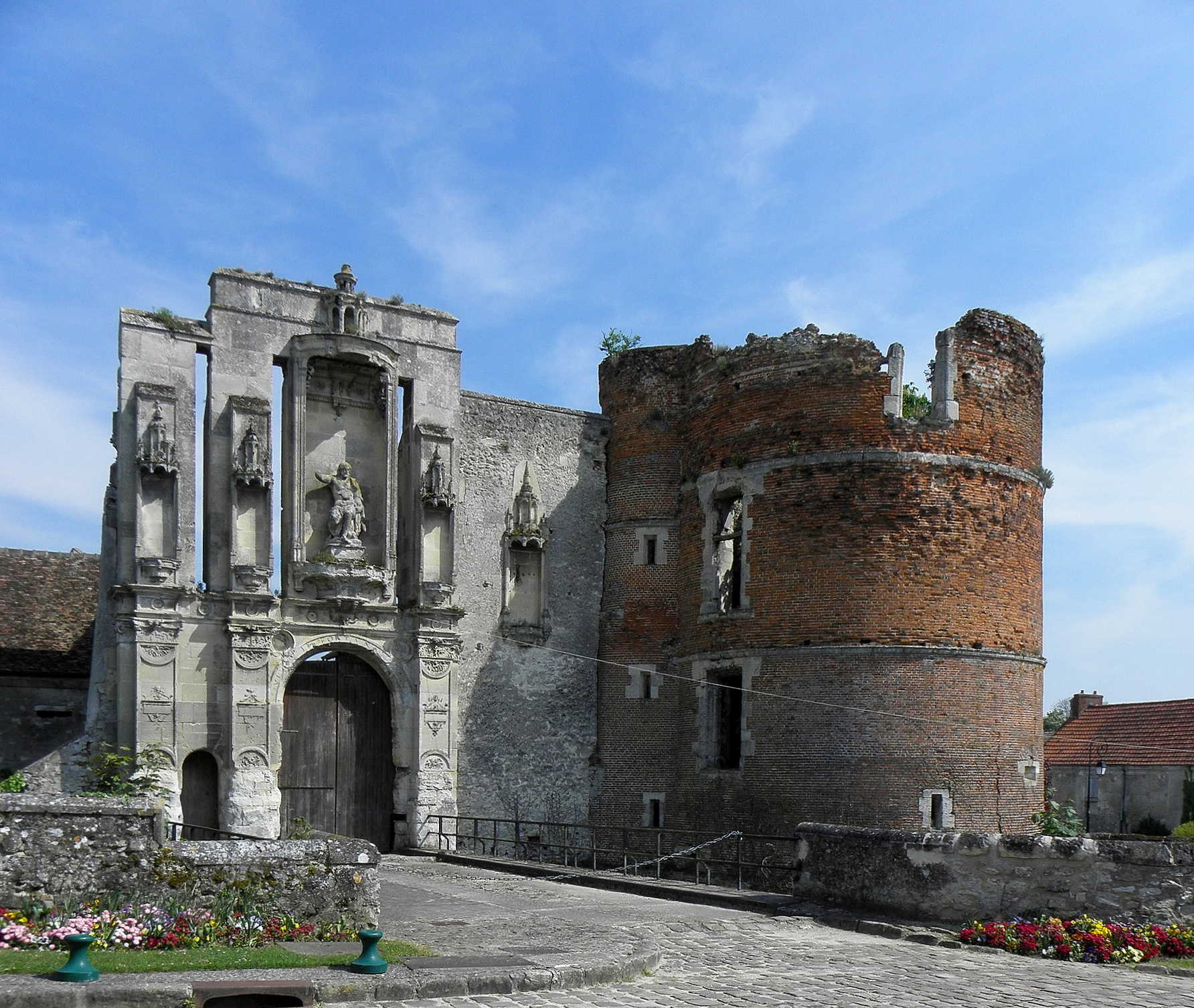
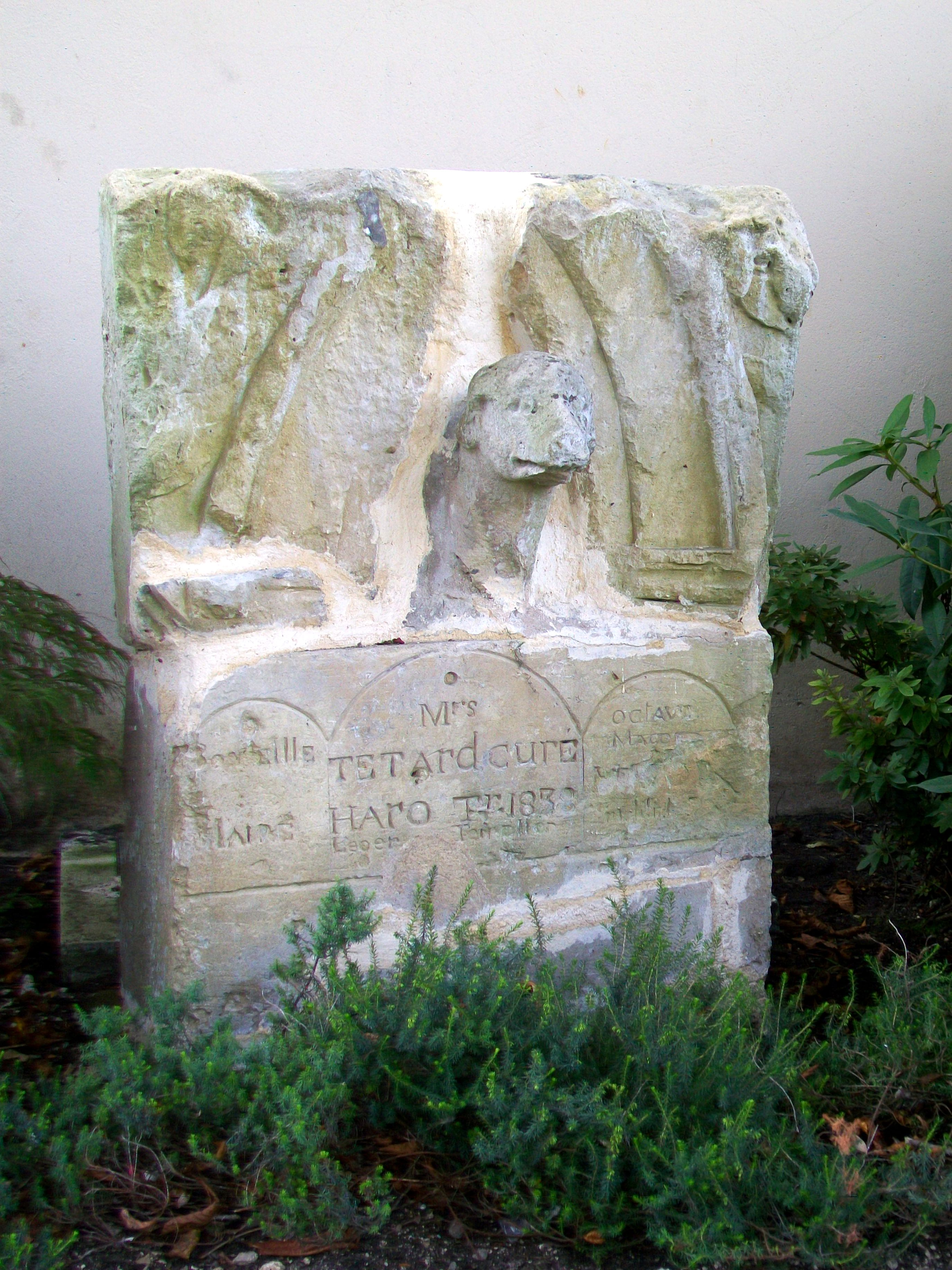
vestigio de Griffin
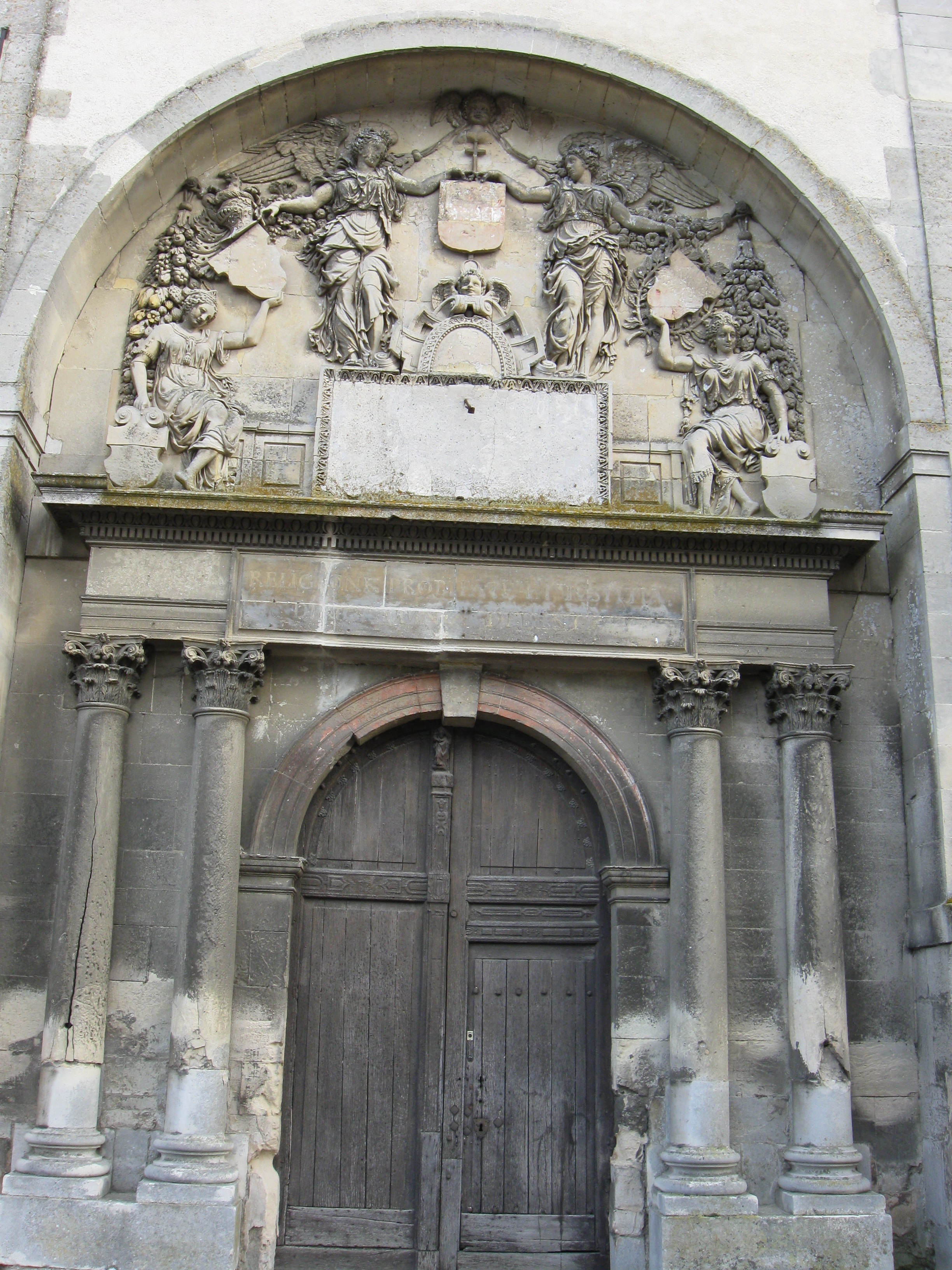